# 弗洛里希农村居民点
弗洛里希农村居民点（俄语：Флорищинское сельское поселение）是俄罗斯联邦弗拉基米尔州科利丘吉诺区所属的一个农村居民点。其下辖有16个居民点，行政中心为梅塔尔利斯特。据2016年统计，该农村居民点的人口为817人。